# 飯塚祐司
飯塚 祐司（いいづか ゆうじ、1974年5月17日 - ）は、日本の元アイスホッケー選手、アイスホッケー指導者。

## 人物
1974年5月17日、北海道出身。北海道釧路工業高等学校卒業後に王子製紙に入社。アイスホッケー選手として日本リーグでプレー。
現役引退後に指導者に転身。2008年に男子U-20日本代表コーチを務め、その後にアイスホッケー女子日本代表監督に就任。2009年冬季ユニバーシアード（ハルビン／ 中国）及び2011年アジア冬季競技大会（アルマトイ＆アスタナ／ カザフスタン）で女子日本代表を率い、アジア大会では準優勝を収めた。
女子日本代表を率いて冬季オリンピック出場を目指し、2010年バンクーバーオリンピック世界最終予選（上海／ 中国）に臨んだ際は、最終戦で中華人民共和国に0-2で敗れて出場権を逸した。その雪辱を賭けて臨んだ2014年ソチオリンピック世界最終予選（ポプラト／ スロバキア）では1勝1敗の勝ち点4でデンマークとの直接対決を迎え、決戦を5-0で制して1998年長野オリンピック以来のオリンピック出場に導いた。

## 親族
日本製紙クレインズでプレーし、同チームのマネージャーを務めた飯塚洋生は実弟。